# Galangarotssläktet
Alpinia är ett släkte med mer än 230 arter i familjen Ingefärsväxter från tropiska delar av Asien, Oceanien och Amerika.

### Webbkällor
- Svensk Kulturväxtdatabas
- Flora of North America - Alpinia